# Valorant Champions
Valorant Champions – coroczny zawodowy turniej organizowany przez Riot Games, mający na celu wyłonić mistrza świata w grze Valorant. Rozgrywki są zwieńczeniem każdego sezonu Valorant Champions Tour. Pierwsze mistrzostwa odbyły się w grudniu 2021 roku w Berlinie.

## Kwalifikacje
Liczba miejsc jest zależna od poziomu rozwoju każdego regionu:
- Mocne regiony (takie jak Ameryka Północna, Brazylia, Japonia czy Korea Południowa), które mają duży wpływ na rozwój gry ze względu na liczbę zawodowych graczy mają pierwszeństwo w bezpośrednim uczestnictwie. Drużyny rywalizują w lokalnych turniejach Valorant Challengers, aby zakwalifikować się do Valorant Masters i zbierać punkty do lokalnego rankingu Circuit Point Standings.
- Regiony mniej rozwinięte mają dłuższą drogę kwalifikacji, ponieważ muszą rywalizować w lokalnych turniejach, aby zakwalifikować się do Valorant Challengers, następnie muszą walczyć z zespołami z zagranicy, aby wywalczyć przepustkę do Valorant Masters i zbierać punkty do rankingu Circuit Point Standings.

## Mistrzowie
| Rok  | Miejsce     | Finał         | Finał | Finał | Finał          | 3 miejsce                          | MVP                       |
| Rok  | Miejsce     | Mistrz        | Wynik | Wynik | Wicemistrz     | 3 miejsce                          | MVP                       |
| ---- | ----------- | ------------- | ----- | ----- | -------------- | ---------------------------------- | ------------------------- |
| 2021 | Berlin      | Acend         | 3     | 2     | Gambit Esports | KRÜ Esports Team Liquid (ex aequo) | Aleksander "zeek" Zygmunt |
| 2022 | Stambuł     | LOUD          | 3     | 1     | OpTic Gaming   | DRX                                | Bryan "pANcada" Luna      |
| 2023 | Los Angeles | Evil Geniuses | 3     | 1     | Paper Rex      | LOUD                               | Max "Demon1" Mazanov      |
| 2024 | Seul        |               |       |       |                |                                    |                           |